# Monastère de Marko
Le monastère de Marko (macédonien : Марков Манастир) est un monastère orthodoxe situé à Markova Souchitsa, dans la municipalité de Stoudenitchani, en Macédoine du Nord. Il se trouve sur le versant sud du mont Vodno, à 18 kilomètres de Skopje. Le monastère est toujours en activité. Il porte le nom du roi Marko Kraljević,.

## Description
Le monastère comprend une église à plan en croix simple, dédiée à Saint-Dimitri. Elle possède un narthex, un dôme central et un dôme plus petit sur son côté occidental. Les fresques représentent notamment la Vierge Marie, les Douze grandes fêtes orthodoxes, Jésus-Christ et Saint-Nicolas,. 
Les bâtiments conventuels sont composés de logements, d'un beffroi, d'un puits, d'ateliers, d'une boulangerie et d'un moulin. Les moines possèdent également un alambic qui sert à produire de la rakija,.

## Histoire
La construction de l'église commença en 1346, pendant le règne de Vukašin Mrnjavčević, le père du roi Marko. L'édifice, ainsi que sa décoration intérieure, sont achevés trente ans plus tard. Avant l'invasion ottomane, en 1392, le monastère possède une école et ses moines écrivent de nombreux manuscrits. Contrairement à beaucoup de lieux chrétiens des environs, le monastère n'est presque pas endommagé par les Turcs. En 1467, 20 moines y sont recensés,.
De 1801 à 1818, Kiril Peïtchinovitch est higoumène du monastère. Ce clerc et écrivain était un des premiers défenseurs d'une littérature religieuse écrite en langue moderne, et non plus en vieux-slave. En 1830, Hamzi Paşa, un aristocrate ottoman, fait ajouter un exonarthex à l'église.

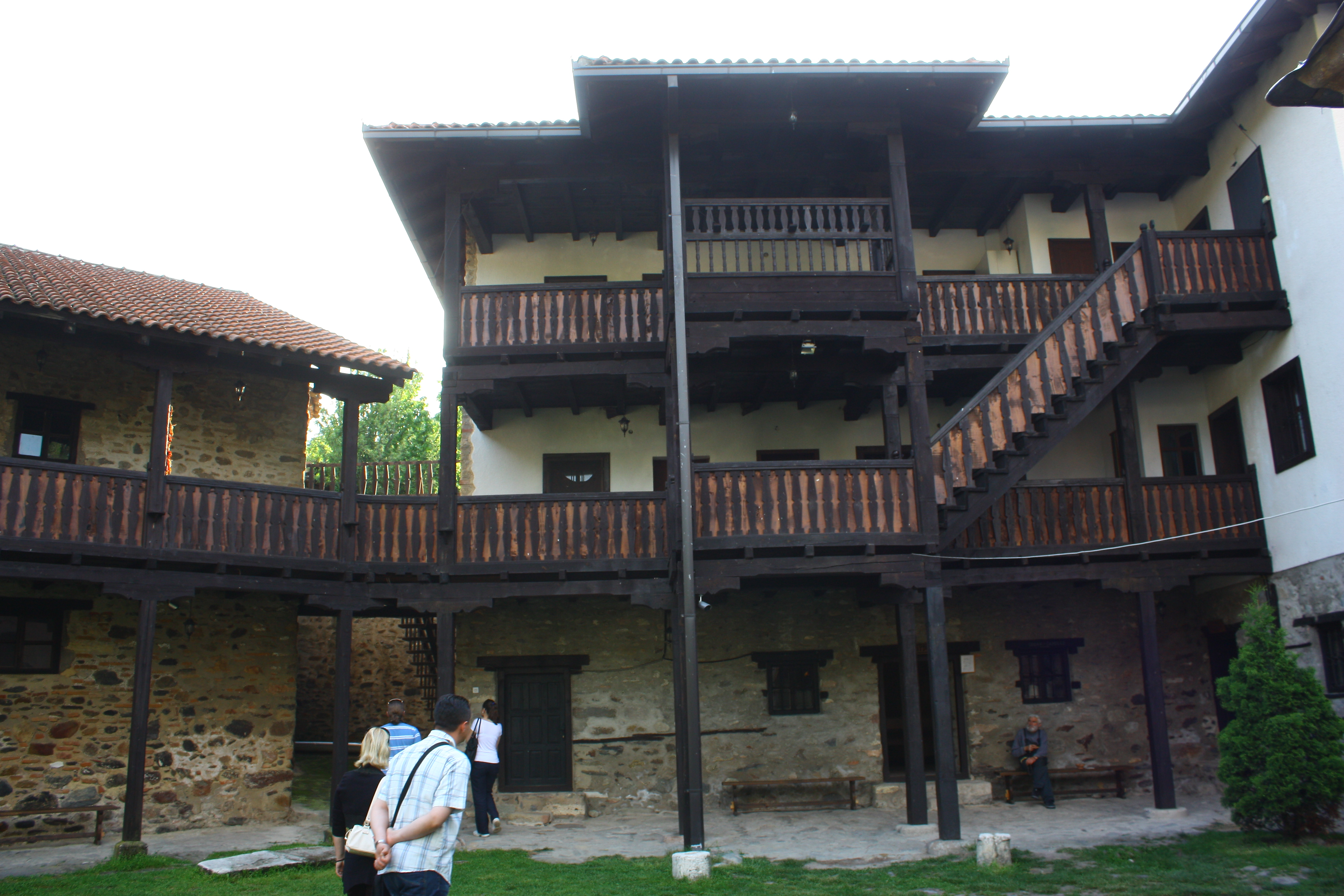
Les logements des moines
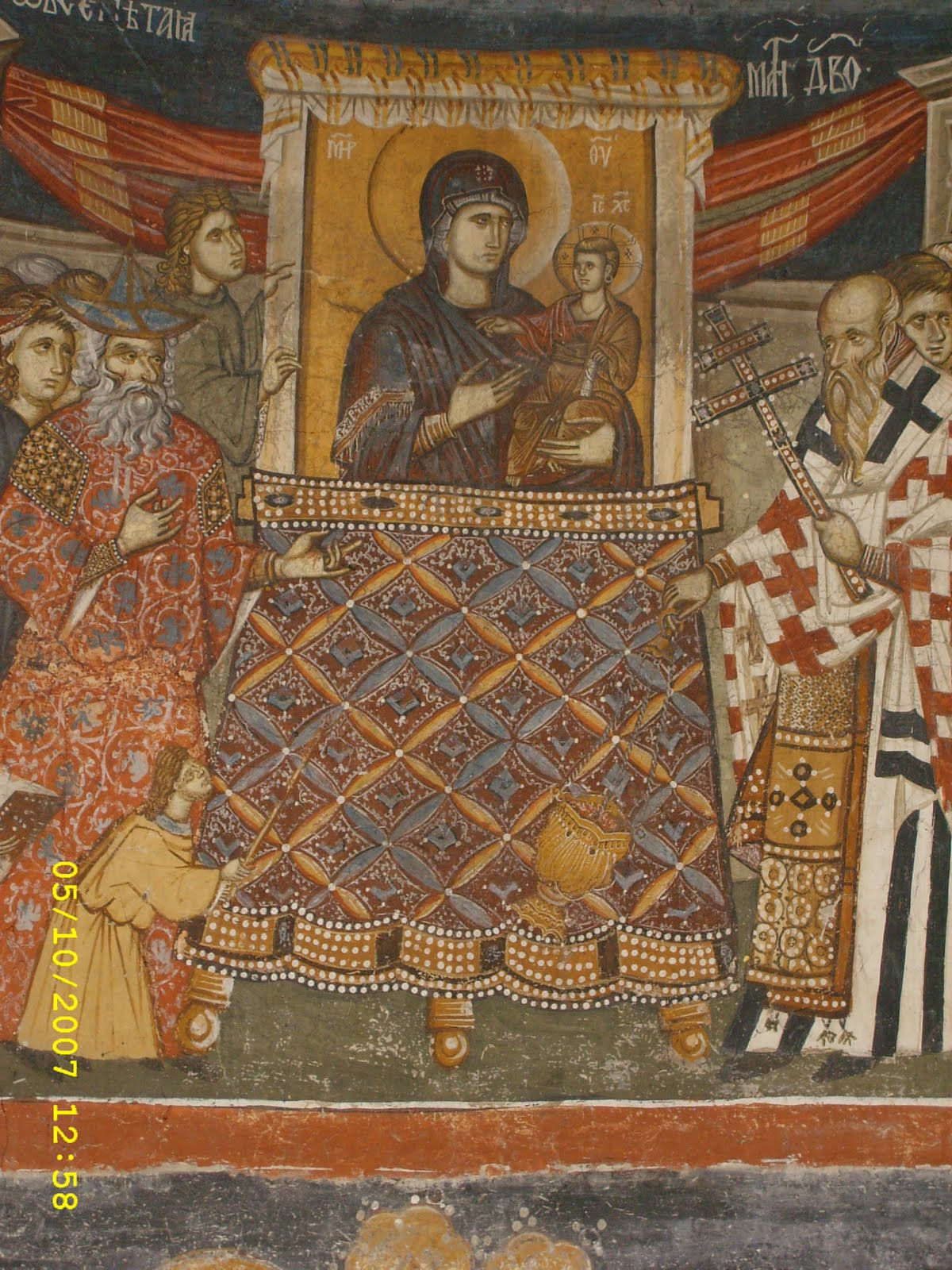
Fresque de la Présentation de Jésus
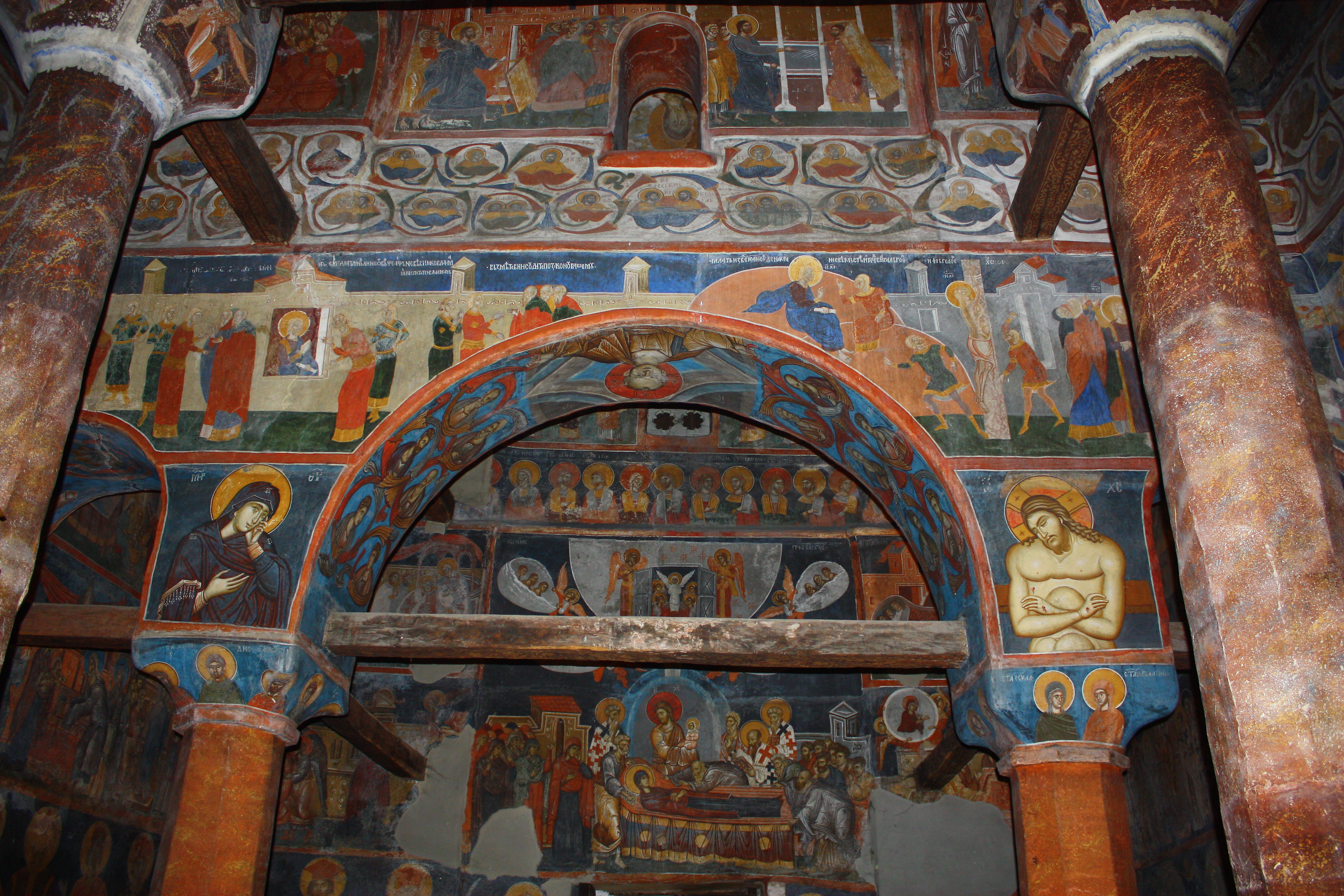
Les Douze grandes fêtes
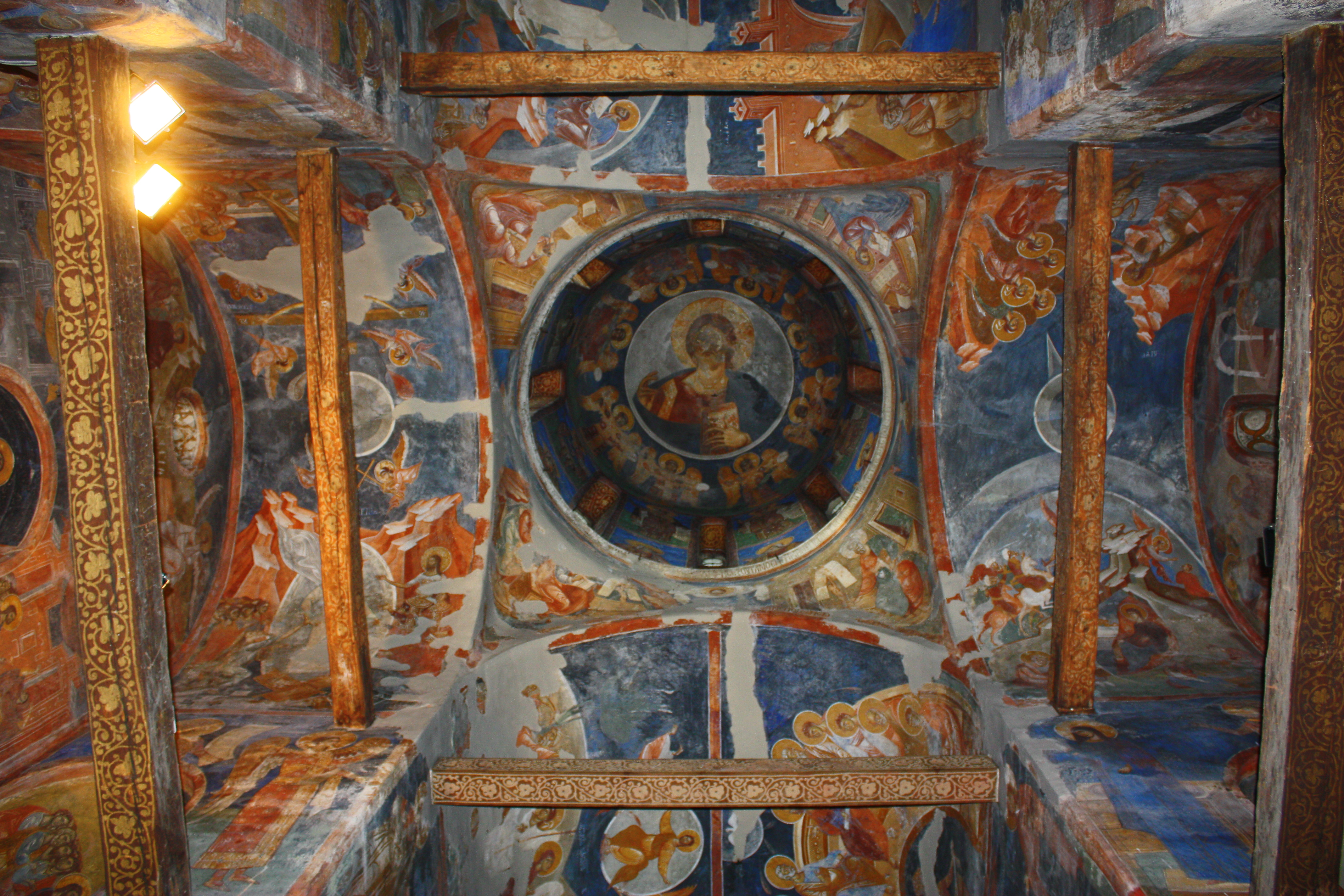
La coupole centrale
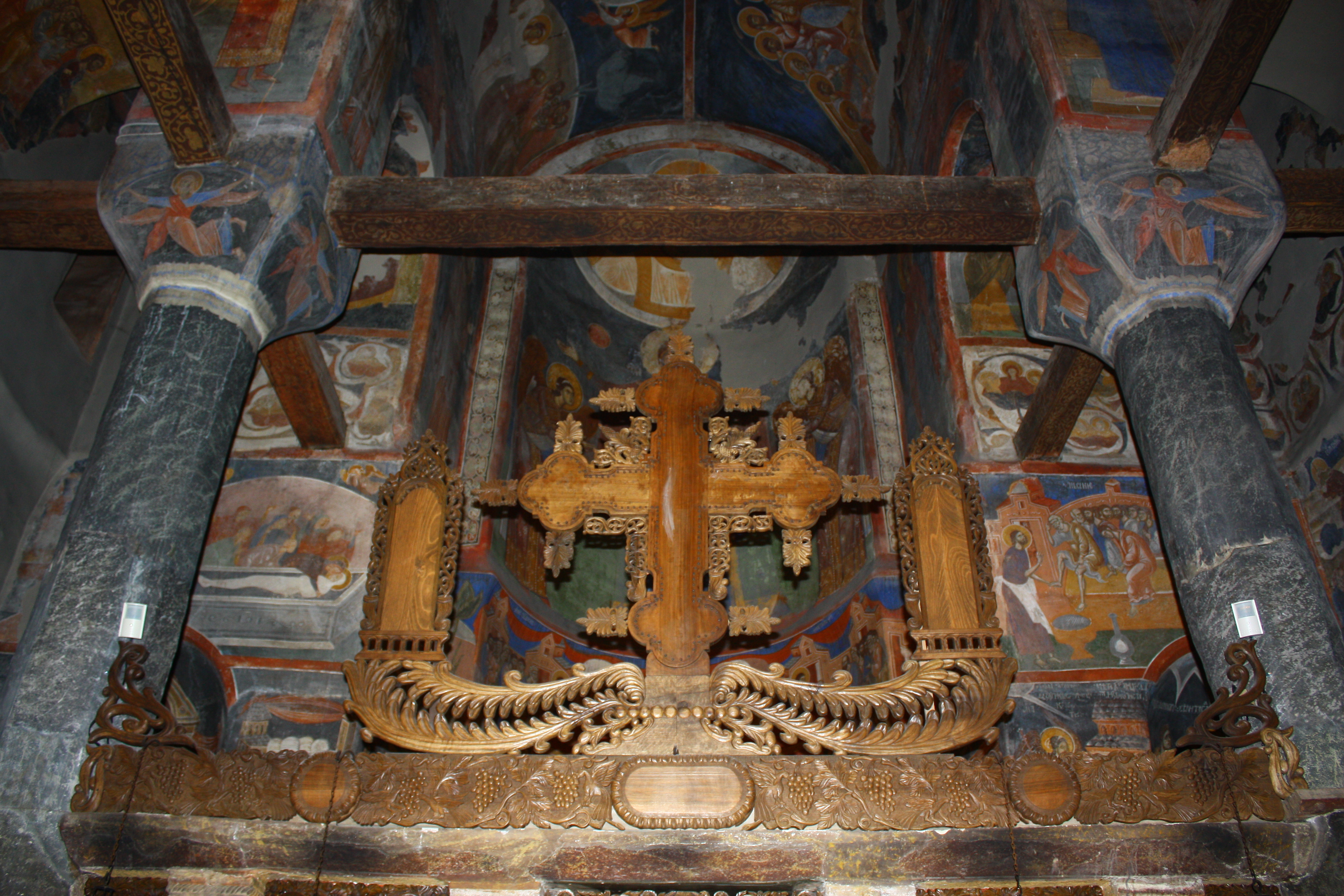
Croix de l'iconostase
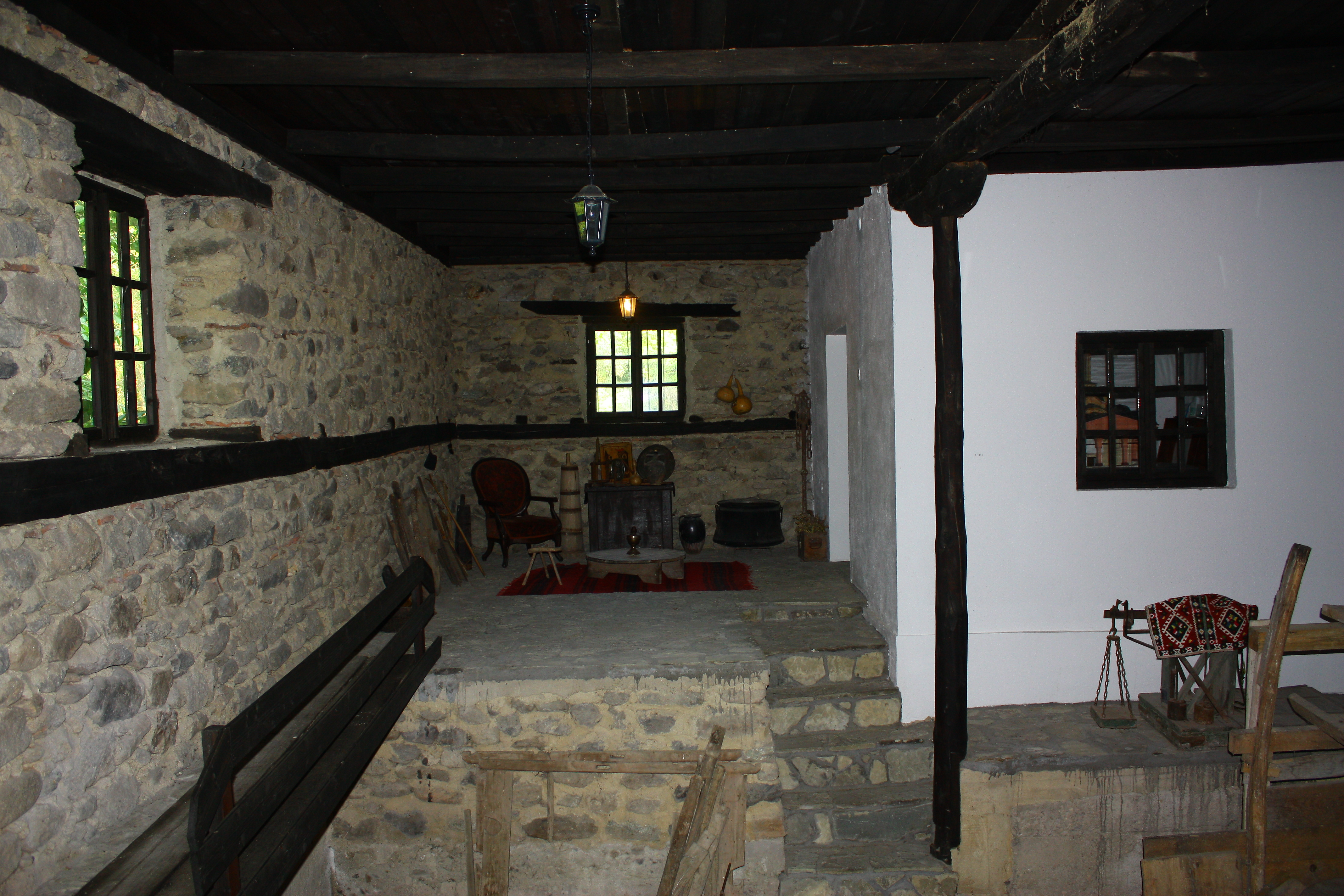
Intérieur du moulin à eau